# Eudendrium deforme
Eudendrium deforme is een hydroïdpoliep uit de familie Eudendriidae. De poliep komt uit het geslacht Eudendrium. Eudendrium deforme werd in 1905 voor het eerst wetenschappelijk beschreven door Hartlaub. 